# ガレス・サウスゲート
サー・ガレス・ハロルド・サウスゲート（Sir Gareth Harold Southgate OBE、 1970年9月3日 - ）は、イングランド・ワトフォード出身の元サッカー選手、現サッカー指導者。現役時代のポジションはDF（センターバック）。

## 経歴

### クリスタルパレス
クリスタルパレスのユースチームでキャリアをスタートさせ、1988年トップチームに昇格。主に右サイドバックやセンターハーフのポジションを務めた。キャプテンとして臨んだ1993-94シーズンはチームをファーストディビジョン優勝に導き、チーム史上初のプレミアリーグ昇格に貢献した。そのシーズン後、7シーズンに渡り152試合出場したクリスタルパレスを離れ、アストン・ヴィラに2.5万ポンドで移籍。

### アストン・ヴィラ
アストン・ヴィラではセンターバックにコンバートされレギュラーとしてプレー。移籍初年度からチームはリーグカップを優勝し、翌年のUEFAカップ出場権獲得に貢献した。
アストン・ヴィラがFAカップ決勝に進出した1999-00シーズンも同クラブでプレーを続けたが、ユーロ2000の直前に国内ビッグクラブへの移籍を希望しトランスファーリクエストを提出。クラブ側はキャプテンを務めていたサウスゲートの慰留に務めたが、移籍リストへの掲載から1年後の2001年にクラブを去った。

### ミドルスブラFC
ビッグクラブへの移籍を希望したものの契約はまとまらなかったが、ミドルズブラFCの監督に就任したスティーブ・マクラーレンの要望により、補強第1号として同クラブへ加入した。マクラーレンはヴィラ時代にセンターバックのコンビを組んだウーゴ・エヒオグとのコンビを高く評価し、再び組ませるために獲得を熱望していた。彼はすぐにミドルスブラでファンの人気を掴み、シーズン後にはチームの年間ベストプレイヤー賞に選出された。
2002-03シーズンにはキャプテンであったポール・インスがクラブを離れ、新チームのキャプテンに就任した。2004年2月にミレニアム・スタジアムでリーグカップで優勝。ミドルスブラでトロフィーを上げる最初のキャプテンになった。しかし、優勝直後に膝靭帯損傷しシーズン終了前にチームから離脱した。
リオ・ファーディナンドが2004年1月に薬物検査を行なわなかったことを受けて、マンチェスター・ユナイテッドに移籍するという噂があったが、移籍は実現せず、ミドルスブラとの契約を2007年まで延長した。2006年5月に行われたUEFAカップ決勝のセビージャFC戦がサッカー選手として最後の試合となった（試合は0-4でミドルスブラの敗戦）。
2006年、スティーブ・マクラーレン監督がイングランド代表監督を就任したために暫定的処置として当時チームでキャプテンを務めていたサウスゲートがライセンスは所有していないものの監督に就任し、同年正式に現役を引退した。

### 代表
サウスゲートはテリー・ヴェナブルズ政権時代の1995年12月に行われた、ポルトガル代表戦で代表デビューを飾った。
フランスワールドカップと日韓ワールドカップの代表にも選出されており、フランス大会ではチュニジア戦とアルゼンチン戦に出場した。
代表チームでは2得点を記録しており、初ゴールは1998年10月14日に開催されたユーロ2000予選のルクセンブルク代表戦である。2得点目は2003年5月22日に行われた南アフリカ代表との親善試合で記録。
彼の代表50キャップ目は、2002年9月に奇しくも代表デビュー戦と同じポルトガル代表戦であり、以前所属したアストン・ヴィラのホームスタジアム、ヴィラ・パークで行われた。結果は1-1の引き分けであった。なお、彼は代表通算57キャップを記録しており、アストン・ヴィラに所属した選手の中で最も多くのイングランド代表キャップを残した選手である。

### 監督
2006年当時、ミドルズブラFCを指揮していたスティーブ・マクラーレンがイングランド代表監督に就任したために選手兼任監督として監督に就任し、監督としてのキャリアをスタートさせた。
その後、正式にライセンスを取得しミドルズブラの監督となったが、2009年10月に解任された。2013年からはU-21イングランド代表を率いていたが、2016年9月にイングランド代表監督のサム・アラダイスの解任に伴い暫定で指揮を執り、同年12月、正式にイングランド代表監督に就任した。 
2018 FIFAワールドカップでは、近年国際大会で低迷が続いていたイングランド代表を1990年大会以来の4位に導いた。更にUEFA EURO 2020では、UEFA欧州選手権史上初の決勝戦に導いた。しかし、決勝戦ではイタリアにPK戦の末に敗れ、準優勝に終わり、更にPK戦でのキッカー選考にも物議を醸す事になった。
UEFA EURO 2024でもイングランド代表を決勝に導くものの準優勝に終わり、2024年7月16日8年間指揮した代表監督を辞任した。

## 代表歴

### 出場大会
- イングランド代表
  - 1998 FIFAワールドカップ
  - 2002 FIFAワールドカップ

### 試合数
- 国際Aマッチ 57試合 2得点（1995年-2004年）[5]

| イングランド代表 | 国際Aマッチ | 国際Aマッチ |
| 年               | 出場        | 得点        |
| ---------------- | ----------- | ----------- |
| 1995             | 1           | 0           |
| 1996             | 11          | 0           |
| 1997             | 10          | 0           |
| 1998             | 8           | 1           |
| 1999             | 3           | 0           |
| 2000             | 8           | 0           |
| 2001             | 3           | 0           |
| 2002             | 7           | 0           |
| 2003             | 4           | 1           |
| 2004             | 2           | 0           |
| 通算             | 57          | 2           |

## 監督成績
2021年7月7日現在
| ミドルズブラ      | 2006年6月7日  | 2009年10月21日 | 151 | 45  | 43 | 63 | 029.80 |
| イングランド U-21 | 2013年8月22日 | 2016年9月27日  | 37  | 27  | 5  | 5  | 072.97 |
| イングランド      | 2016年9月27日 | 2024年7月16日  | 60  | 39  | 11 | 10 | 065.00 |
| 合計              | 合計          | 合計           | 248 | 111 | 59 | 78 | 044.76 |

## タイトル

### 個人
- プレミアリーグ月間最優秀監督：2008年8月